# Anomoderus lebisi
Anomoderus lebisi är en skalbaggsart som beskrevs av Stefan von Breuning 1960. Anomoderus lebisi ingår i släktet Anomoderus och familjen långhorningar.
Artens utbredningsområde är Madagaskar. Inga underarter finns listade i Catalogue of Life.